# Flugplatz Frankfurt-Egelsbach
Frankfurt-Egelsbach flygplats (IATA: QEF, ICAO: EDFE) (tyska: Flugplatz Frankfurt-Egelsbach) är en Verkehrslandeplatz i Egelsbach i Rhen-Main-området. Flygplatsen ligger 18 kilometer söder om Frankfurt am Mains stadscentrum. Det tar ungefär tjugo minuter att resa mellan flygplatsen och stadscentrum med pendeltåg. Flygplatsen ägs och sköts av Hessische Flugplatz GmbH Egelsbach. På flygplatsen jobbar runt 710 personer 2015. Flygplatsen invigdes 1955. Idag har flygplatsen två startbanor.

## Galleri

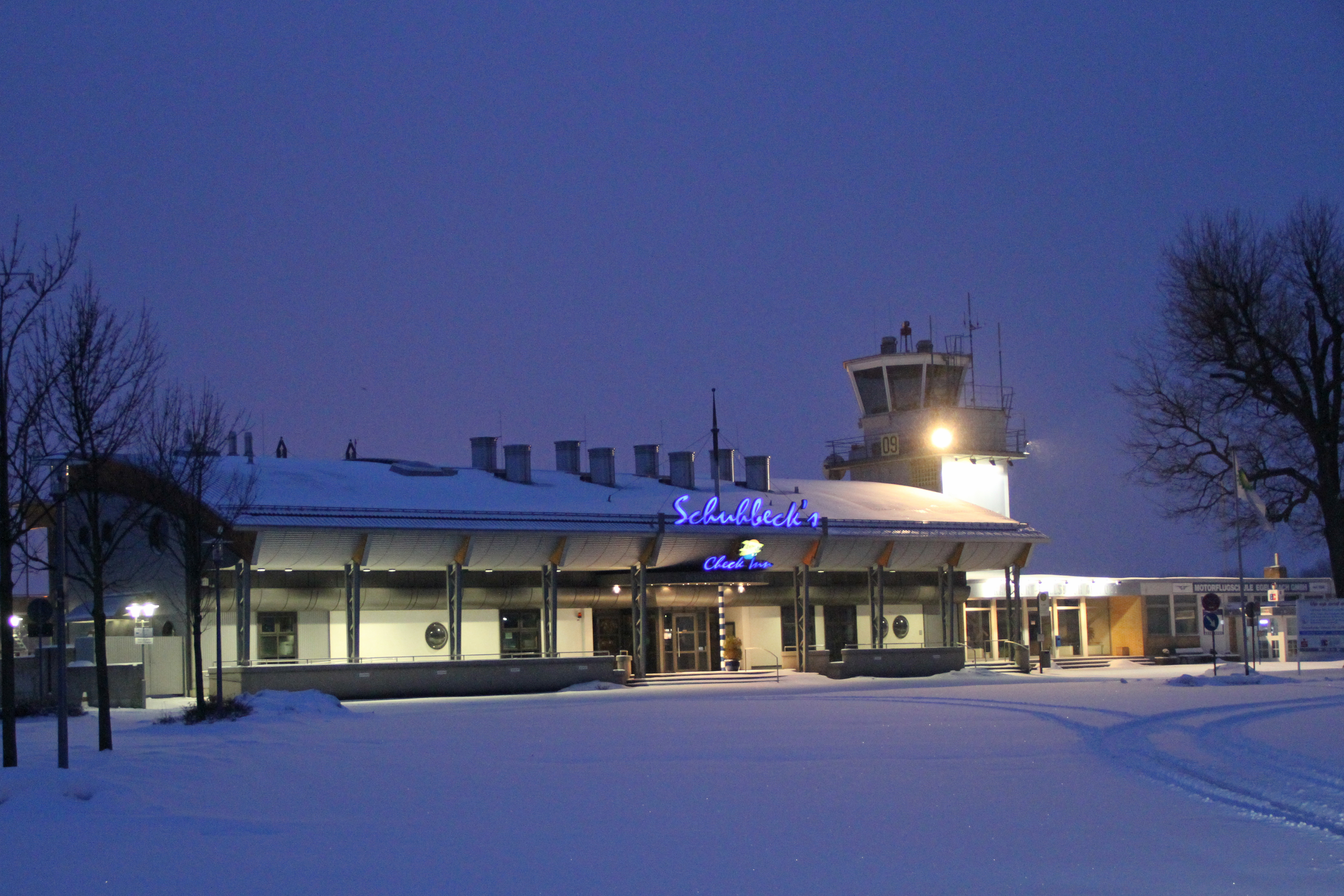
Tower
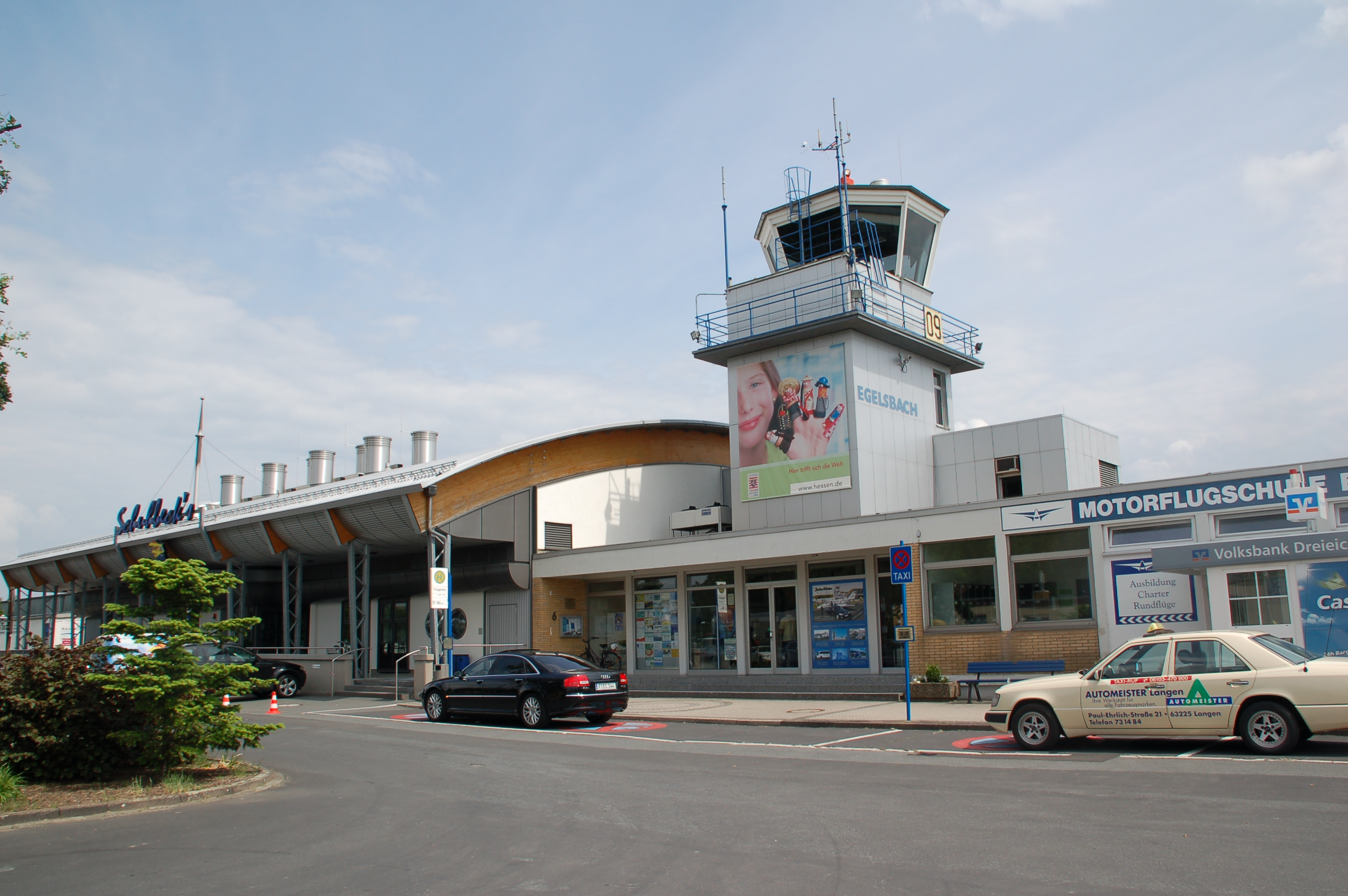
Tower
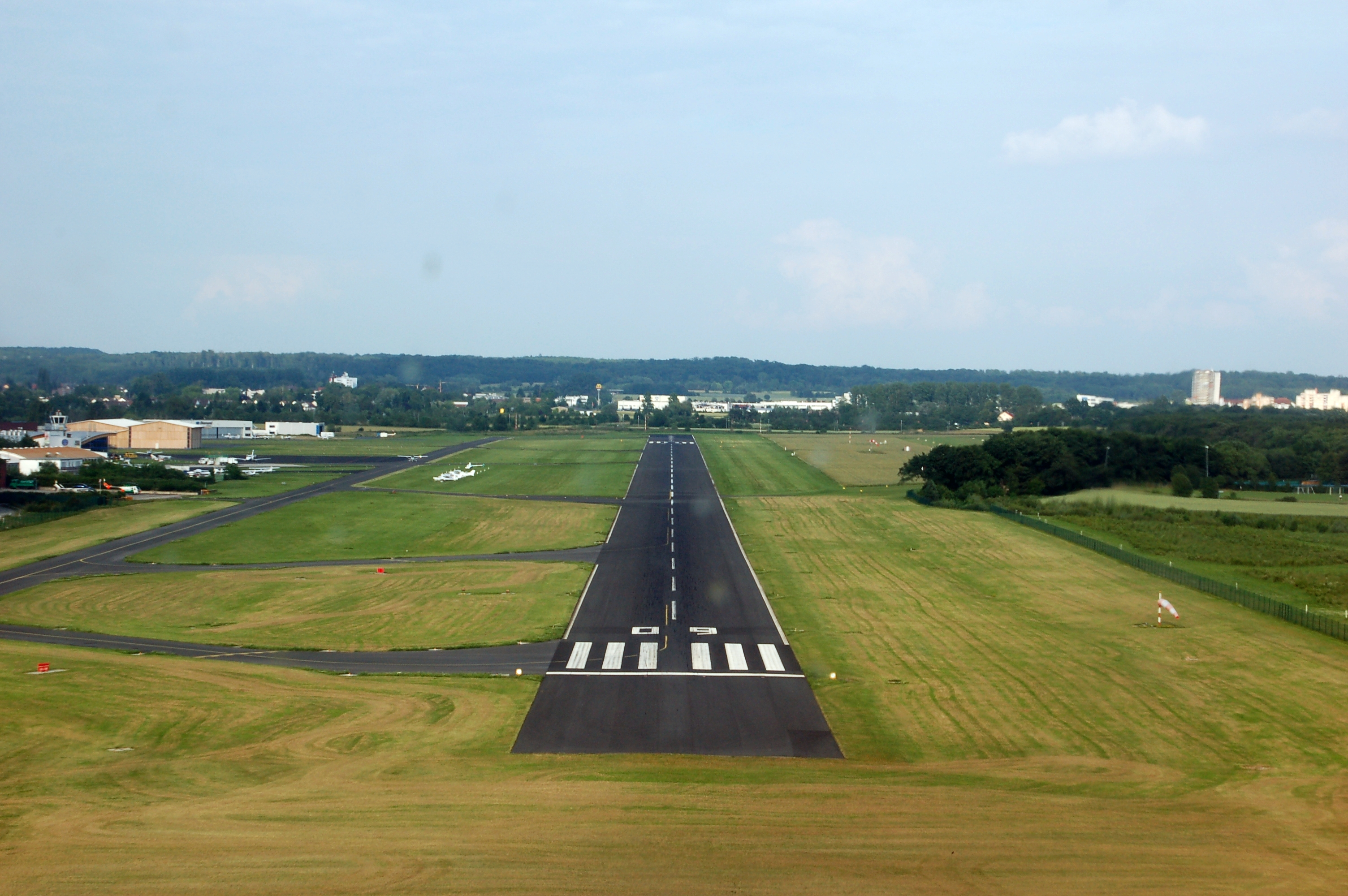
Bana